# Hypovertex arcualis
Hypovertex arcualis är en kvalsterart som beskrevs av Hammer 1977. Hypovertex arcualis ingår i släktet Hypovertex och familjen Scutoverticidae. Inga underarter finns listade i Catalogue of Life.